# عمورة
عمورة أو قصر عمورة كما ورد في بعض المؤلفات، تقع إلى الجنوب الشرقي من مقر عاصمة ولاية الجلفة على بعد حوالي 70 كلم طريق دائرة فيض البطمة التابعة لها إداريا، يحدها من الشمال بلـدية فيض البطمة، ومن الجنوب بلدية أم العظام ومن الشـرق كل من ولايتي المسيلة وبسكرة، ومن الغـرب بلـدية سلمانة .
تبرز بلدية عمورة برصيدها الحضاري من خلال ما تمتلكه من آثار لا زالت شاهدة على مكانتها ولكونها مدينة عتيقة منها آثار النقوش الصخرية والساعة الرومانية وآثار الديناصور هذا وتعرف بلدية عمورة ببساتينها وشلالاتها التي لا تزال تصب المياه عبرها إلى يومنا هذا.
عمورة التارخية معقل للثورة التحريرية (54 - 62) تجثم كوكر العقبان في الأعالي، محاطة بجبال وعرة المسالك، مطل على منظر خلاب للصحراء بصمات عميقة للديناصورات، كهوف رائعة، حدائق مبهرة وآثار ما قبل التاريخ
تبلغ مساحة بلدية عمورة 105240 هكتار، ويبلغ عدد سكانها 7744 نسمة «إحصاء سنة 2008».
تتميز بلدية عمورة بمناخ سهبي جاف بارد شتـاءا وحارصيفا، ونسبة تساقط الأمطار ضعيفة.
و من أبرز المناطق والقرى منها قرية عبد المجيد مشهورة بكرم أهلهاو الترحيب بضيوفها الكرام وهي تعتبرأكبر القرى المتواجدة بها.
و أبضا توجد منطقة عمورة الجديدة ومنطقة قريقر

## جبل بوكحيل
تحيط بلدية عمورة سلسلة من الجبال تمتد من الناحية الغربية ناحية بلدية سلمانة وتتجه نحو الشرق اتجاه ولايتي مسيلة وبسكرة، كما توجد بها جبال بوكحيل المشهورة في تاريخ الثورة التحريرية المجيدة والذي شهد بعض المعارك الطاحنة مع العدو الفرنسي، وكـان حصنا منيعا للمجاهدين نظرا لصعوبة مسالــكه وتعدد مغاراته ومرتفعاته الشاهقة المطلة على السفح السفلي لعمورة الذي به عمورة السفلية القديمة، كما أن قصر عمورة القديمة يحاط ببعض المرتفعات والهضاب محدودة بأودية تعتبر جـزءا من الجبال الوعرة والتي تتنتهي إلى منحدرات صعبة المسالك

## وصلات خارجية
- الجلفة انفو للاخبار
- شبكة النايلي الشاملة

1. ↑  GeoNames (بالإنجليزية), 2005, QID:Q830106
2. ↑  "معلومات عن عمورة على موقع geonames.org". geonames.org. مؤرشف من الأصل في 2019-12-10.